# Weißer Kragen

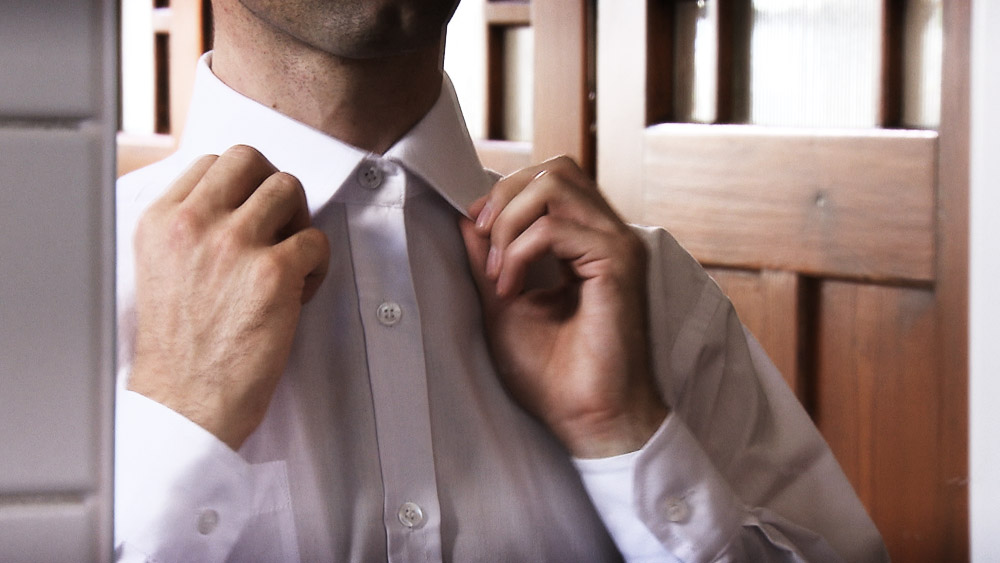
Szenenfoto aus dem Kurzfilm Weißer Kragen

Weißer Kragen ist ein deutscher Kurzfilm aus dem Jahr 2012 unter der Regie von Jörn Michaely, der auch das Drehbuch verfasste. Seine Premiere feierte Weißer Kragen am 15. September 2012 in der St. Ingberter Kinowerkstatt. Er lief 2013 auf den Deutschen Filmfestspielen und vertrat Deutschland mit vier weiteren Kurzfilmen auf den Weltfilmfestspielen 2013 der Union Internationale du Cinéma. Die technische Organisation bei den Dreharbeiten übernahm Daniel Roschy, die Organisatorin der Darsteller war Melanie Wagner.

## Handlung
In einem Bürokomplex, der symbolisch für die gesamte Gesellschaft steht und in dem auf jeder seiner Etagen eine andere soziale Schicht arbeitet, bewirbt sich ein junger Mann „ganz oben“. Seine formell gekleideten Mitbewerber sind arrogant und engstirnig. Der junge Mann versucht mehrfach, sich möglichst weit anzugleichen. Dies misslingt ihm jedoch, da er gegenüber den Menschen aus anderen gesellschaftlichen Schichten ein humanes Mitempfinden aufzeigt, ganz im Gegensatz zu seinen Mitbewerbern. Dadurch schafft er es letztlich, nachdem alle Anzugträger abgewiesen wurden, „Er“ zu bleiben und den Job zu bekommen.

## Kritiken
Die Jury des Bundesverband Deutscher Film-Autoren lobte die Inszenierung und die gelungene Kameraführung. Die Jury des Jugendfilmfestivals Créajeune hat die Ästhetik der Erzählung durch die wenigen Dialoge und die wiederkehrenden Elemente in der Geschichte hervorgehoben.

## Auszeichnungen
- Goldmedaille, Auszeichnung Bester Nachwuchsfilm und Beste Regiearbeit auf den Weltfilmfestspielen der Union Internationale du Cinéma
- Goldmedaille auf den Walser Filmtagen 2013 (Österreich)
- Zweiter Preis auf dem 11th International Festival of Non-Professional Film Makers (Estland)
- Bester Film von Jugendlichen auf dem Jugendfilmfestival Créajeune 2012
- Erster Preis beim 10. Jung & Frisch Kurzfilmabend 2013
- Bester Film und Film des Jahres auf dem saarländischen Landesfilmwettbewerb 2012